# Плащ (опера)
«Плащ» (итал. Il Tabarro) — одноактная опера Джакомо Пуччини, первая часть «Триптиха». Действие происходит в среде простого люда и бурлит трагическими страстями (что вообще характерно для опер веризма).

## История создания
Пуччини задумал оперу сразу после просмотра в 1912 году в парижском театре Мариньи одноимённой (фр. La Houppelande) пьесы Дидье Гольда; как утверждается, драматург, с которым композитор познакомился после спектакля, специально водил его по набережной Сены, чтобы тот проникся атмосферой места действия пьесы. 
Либретто первоначально было заказано писателю Фердинандо Мартини, который не справился с этой работой. Между тем от венского театра поступил заказ на создание «Ласточки», либретто для которой подготовил Джузеппе Адами. После завершения работы над «Ласточкой» Пуччини и Адами вместе завершили и «Плащ».
Премьера оперы состоялась 14 декабря 1918 года в театре «Метрополитен Опера», Нью-Йорк. Дирижировал Роберто Моранцони.

## Действующие лица
| Партия                                                                   | Голос         | Исполнитель на премьере, 14 декабря 1918 (дирижёр Роберто Моранцони) |
| ------------------------------------------------------------------------ | ------------- | -------------------------------------------------------------------- |
| Микеле                                                                   | баритон       | Луиджи Монтесанто                                                    |
| Жоржетта                                                                 | сопрано       | Клаудия Муцио                                                        |
| Луиджи                                                                   | тенор         | Джулио Крими                                                         |
| Тинка                                                                    | тенор         | Анджело Бада                                                         |
| Тальпа                                                                   | бас           | Адам Дидур                                                           |
| Фругола                                                                  | меццо-сопрано | Элис Джентл                                                          |
| Грузчики, уличный певец, парижские мидинетки, шарманщик, двое влюбленных |               |                                                                      |

## Содержание
Действие происходит неподалёку от Парижа, на реке Сене в 1910 году. Главный герой Микеле — капитан баржи. Его молодая жена Жоржетта охладела к нему после того, как умер их маленький ребёнок. Чтобы как-то справиться со своим горем, Жоржетта заводит любовника. Теперь она страстно любит портового грузчика по имени Луиджи, и встречается с ним, когда Микеле засыпает от усталости.

Сигналом для появления Луиджи на барже должна стать зажжённая Жоржеттой спичка. Однако муж возвращается раньше, горюет на палубе об ушедшей любви, и, закуривая трубку, зажигает спичку. На сигнал является Луиджи. Микеле нападает на него и, начиная душить, требует сознаться в том, что Луиджи и Жоржетта — любовники. За откровенность он обещает отпустить Луиджи, однако, когда тот сознаётся, насмерть душит его и прячет под своим плащом. На палубе появляется взволнованная Жоржетта. Начав разговор с мужем, она вспоминает, как тот однажды сказал ей: «Каждый человек носит плащ, — один скрывает под ним радость, другой — скорбь». «А иногда под ним кроется преступление!» — восклицает Микеле, отдёргивает плащ и толкает обезумевшую жену на тело мёртвого любовника. 

Эскиз костюма к опере

Самая мрачная опера Пуччини основана на идее течения времени, метафорически воплощённой в осеннем часе заката (на фоне которого помещено действие) и в медленном, неумолимом течении реки (вокруг которой разворачивается вся история).

## Известные фрагменты
- «Hai ben ragione! meglio non pensare» — Луиджи
- «Nulla! Silenzio!» — Микеле
- «Scorri, fiume eterno» — Микеле.